# Александър Андреевич Безбородко
Граф, после светейши княз Александър Андреевич Безбородко (на руски: Алекса́ндр Андре́евич Безборо́дко; роден на 14 мартЮл (25 март)Грег. 1747 г. в Глухов – починал на 6 априлЮл (17 април)Грег. 1799 г. в Санкт Петербург) е руски държавник от украинско-казашки произход, който фактически ръководи външната политика на Руската империя по време царуването на Екатерина II. Той е един от инициаторите на Подялбата на Жечпосполита. Собственик е на Слободския дворец в Москва. Две години преди смъртта си е удостоен от Павел I с най-високия по него време чин – канцлер на Руската империя.

## Живот

### Произход и образование
Роден е в град Глухов в Казашкото хетманство, васално на Руската империя, на 14 март 1747 г. (в днешна Украйна). Понякога като място на раждане се посочва село Столное – център на Столенската сотня на Черниговския полк (днес в Черниговска област на Украйна).
Ражда се в шляхтско благородническо семейството. Баща му е украинския шляхтски благородник и малоруски генерален писар (дърважен секретар) – Андрей Яковлевич Безбородко (потомец на династия Безбородко). Майка му е дъщерята на генералния съдия на Запорожката войска – Михаил Забела – Евдокия, встъпила в благородническо достойнство.
Първо получава частно обучение в дома на родителите си, а след това, вероятно, учи в Киево-Могилянската академия.

### „Дясната ръка“ на Румянцев-Задунайски
През 1765 г. той получава почетен благороднически военен чин и постъпва на военна служба. Разпределен е към канцеларията на Малоруската колегия (най-висшата административна институция на Руската империя, отговорна за управлението на Левобрежна Украйна), а след това към Малоруското генерал-губернаторство, ръководено по него време от граф Пьотър Румянцев.
През 1767 г. Безбородко е назначен за член на Малоруския генерален съд, през същата година той съставя „Екстракт на малоруските права“ (сборник с подбрани правни норми на Казашкото хетманство).
По време на Руско-турската война от 1768 – 1774 г. Безбородко командва някои малоруски полкове, след което е ръководител на една от експедициите на Военно-походната канцелария на Румянцев. През 1775 г. по препоръка на Румянцев е приет в двора на императрица Екатерина II и става един от нейните държавни секретари (до 1796 г.) и личен докладчик по повечето вътрешнополитически въпроси (до 1792 г.). Две години по-късно, когато започна войната с Турция, той напусна цивилната държавна служба, постъпва на военна служба (като изпълнителен полковник, 1768 – 1773 г.) и се отправя на военен поход към поречието на река Западен Буг заедно Нежинския полк и след това командва градските (нередовни) полкове: Лубниски, Миргородски и др.
Когато Румянцев бива назначен за главнокомандващ на руските войски срещу турците, Безбородко се присъединява към неговата армия и е неотлъчно до него в сраженията: на 4 юли 1770 г., като не достига до река Ларга; на 5-ти – при атаката на турците на авангарда на дясното крило; на 7-ми в битката при Ларга, където по собствена воля се бие в авангарда; на 21-ви той участва в известната битка при Кахул; на 18 юни 1778 г. участва в щурма на външната Силистренска защитна стена и през цялата война, ръководейки делата на генерал-фелдмаршала, успешно изпълнява различни тайни задачи.
За своята службата Александър Андреевич Безбородко на 22 март 1774 г. е произведен в полковник, а през следващата 1775 г., след пристигането си в Москва с граф Румянцев, той постъпва на служба при императрицата. С течение на времето той става най-могъщият от всички нейни държавни секретари: всъщност всички документи и петиции се стичали в неговите ръцете.

### Ръководство на външната политика
Намирайки се в сянката на вицеканцлера граф Остерман, Безбородко участва в най-важните политически дела от втората половина на царуването на Екатерина II и през царуването на император Павел, като например в сключването на Морската декларация от 28 февруари 1780 г. и в редица други трактати (1780 – 83 г.) за морския неутралитет, също при сключването на отбранителни съюзнически договори на Русия с Австрия, Прусия (1792 г.) и Великобритания (1794 г.) и при Третата подялба на Полско-литовската държава (1795 г.). Член е на Руската академия от 1783 г.
На 1 януари 1779 г. Безбородко е произведен в бригадир, а на 5 май е награден със села в Беларус, които са му дадени като подарък за участието му в приключването на кримските въпроси с Високата порта. През 1782 г. Безбородко получава императорския орден „Св. Владимир“ I степен; през 1783 г. получава като потомствено владение 2700 души (крепостници) в Малорусия; през 1784 г. получава чин на таен съветник и орден „Св. Александър Невски“, както и званието на втори член на Колегията на външните работи (външно министерство) с вицеканцлерска заплата и повече от 3000 души подарък в Малорусия. Раздаването на крепостници (роби) като подарък било широкоразпространено. Освен това той получава разрешение да приеме достойнството на римски императорски граф и да носи тази титла оттук нататък. През 1786 г. той заема чин хофмайстър и е награден с още села в Малорусия. По време престоя на Екатерина II на Крим, Безбородко приема на 14 февруари 1787 г. в царския Марински дворец в Киев бъдещия лидер на Войната за независимост на Венецуела – Франсиско Миранда.
През 1790 г. Безбородко получава чин на действителен таен съветник, а на следващата година, по случай помирението с Високата Порта, получава ордена на „Свети апостол Андрей Първозвани“; освен това – 50 хиляди сребърни рубли, хвалебствено писмо, маслинова клонка за носене на шапка (вид отличителен символ) и 5000 души (крепостни селяни) в Подолска губерния. Заради това, че е способствал увеличението на държавните приходи, граф Александър Андреевич получил пенсия от 10 000 рубли и еднократна сума от 50 000 рубли. Ползвайки се с неограниченото пълномощно на императрицата, Безбородко имал повече власт и влияние от вицеканцлера граф Остерман (най-високият граждански/цивилен чин според Таблицата на ранговете).
През 1790-те години Александър Безбородко купува от наследниците на държавника Григорий Теплов имение на десния бряг на река Нева край лечебните извори в Полюстрово (днес квартал на Санкт Петербург). По поръчка на новия собственик сградата е изцяло преустроена. В резултат на това новата резиденция се превърнала в една от известните крайградски резиденции на Санкт Петербург. Основната характеристика на имението била необичайна ограда: веригите на оградата били придържани в муцуните на 29 фигури на лъвове. По-късно комплексът е наречен „Дача Безбородко“.
Възходът на Платон Зубов като фаворит на Екатерина II в края на нейното царуване, довежда до омаловажаването на Безбородко. С възкачването на трона на Павел I обаче, за Безбородко започва нова ера. Той не само се завръща на политическата сцена, но и получава най-високия граждански (цивилен) чин според Таблицата на ранговете – канцлер. С поименен Височайши указ от 3 април 1797 г. рода Безбородко като графове на Римската империя се удостоява с потомствена титла „графове на Руската империя“. По-късно, в деня на коронацията си Павел I с поименен Височайши указ от 5 април 1797 г. издига Безбородко в княжеско достойнство на Руската империя с почетното обръщение светлост. В допълнение, императорът му подарява свой портрет и орден „Свети Йоан Йерусалимски“ (голям командирски кръст), обсипан с брилянти, както и една вотчина в село Дмитровск, която била попаднала в държавната хазна след измирането на рода на предишните собственици – рода на княз Кантемир, както и няколко хиляди десятини държавна земя във Воронежка губерния и поместия в Орловска губерния. „По този начин Безбородко се оказал с до 45 хиляди крепостници, което не му попречило да задлъжнее до смъртта си.“
Тревоги и лошо здраве накарали Безбородко в края на 1798 г. да подаде молба за уволнение от служба, но в замяна на това, той получил само отпуск в чужбина. Въпреки това не му се наложило да се възползва от този отпуск: сломен от парализа, Безбородко умира на на 6 априлЮл (17 април)Грег. 1799 г. и е погребан в пристройка на Благовещенската църква на Александро-Невската лавра.
Надгробната плоча на Безбородко в Благовещенската гробница на Александро-Невската лавра е един от най-добрите образци на надгробни паметници в Русия от този период. Скулптор е французинът Жан-Доминик Рашет, а архитектът е Николай Александрович Лвов; създадена е през 1803 г. Тя педставлява бронзова многофигурна композиция върху мраморен постамент. В центъра на колоната е портретен портретен бюст на Безбородко, а зад него е крилатия гений на мира с маслинова клонка. Отстрани има две алегорични женски фигури: отляво – седнала върху купчина книги и до нея фигурка на петел, а отдясно – крилата фигура, облегната на колона. Върху колоната и постамента има издълбани надписи.

## Личен живот и наследници
| „                                | Нищо не беше по-приятно от това да слушаш разговор на граф Безбородко; той беше надарен с памет необикновена и обичаше да разказва много на масата, особено за фелдмаршал граф Румянцев, при когото той се намирал в продължение на няколко години. Бързината, с която той четейки схващаше, така да се каже, смисъла на всяка реч, бе почти невероятна; случвало ми се е да видя, да му докарват преогромен пакет документи от императрицата; той след обяда обикновено сядаше на дивана и винаги молеше да не го безпокоят, а да продължат да си говорят помежду си, и той само прелистваше страниците и понякога дори се намесваше и в разговора на гостите си, не преставайки междувременно да прелиства страниците на документите, които четеше. Ако това, което четеше, не включваше в себе си държавни тайни, то той преразказваше съдържанието му. | “ |
| граф Евграф Федотович Комаровски | |   |

| „                                | Граф Безбородко по природа беше ленив и отлагаше да пише често нужни документи до последната минута. По време на тоалета си, преди това, как да отиде в двореца при императрицата, той пишеше с молив проекти на императорски укази и пр. и ги изпращаше да бъдат преписани в своята канцелария. | “ |
| граф Евграф Федотович Комаровски | |   |

Княз Безбородко не бил женен, но винаги бил страстен поклонник на жените, водел разпуснат и лекомислен начин на живот. Интелектуалецът Пьотр Андреевич Вяземски си спомня за оперната певица Елизавета Уранова: „Тя тогава допяваше в Москва арии, пяни от нея още по времето на Екатерина II, и пленяваше сърцата, като по това време тя омагьоса сърцето на стареца граф Безбородко, така че даже беше принудена по време на един придворен спектакъл да се оплаче на императрицата за любовните преследвания на донжуана с посивелите коси“. Княз Безбородко имал дъщеря от актрисата и балерина Олга Дмитриевна Каратигина („Ленушка“), която живее в дома му от 1790 г., а след това се омъжва за управителя на канцеларията на Безбородко – Николай Ефремович Ефремов; дъщеря му се казвала Наталия Александровна Верецкая (1790 – 1826 г.; погребана в Толшевския Спасо-преображенски манастир край град Воронеж); тя била омъжена от 21 май 1806 г. за гвардейския полковник Я. И. Савелиев. Безбородко ѝ дава прекрасно възпитание, голяма зестра и тя винаги си спомняла с топло чувство за „свещеното име на своя благодетел“.
| „                  | Този малоразвит човек се явявал любител и усърден покровител на науките и изкуствата. Недвижимото имущество, състоящо се от многобройните му къщи, било оценено при смъртта му на 4 милиона рубли, без да се включва картинната галерия, една от най-богатите в Русия. През 1796 г. той купул цяла камара мебели и ценни скулптури, събрани по време на революцията от граф Головкин. Сред последните се намирал Амур, работа на Фалконе, изваян от него за мадам дьо Помпадур. | “ |
| Казимир Валишевски | |   |

Основният наследник на неженения канцлер е по-малкият му брат Иля Андреевич Безбородко (1756 – 1815 г.) – генерал и сенатор, участник в руско-турските войни. После, тъй като неговият единствен син умира преди него, титлата граф Безбородко е предадена на сина на дъщеря му Любов Илинична Кушелева (родена Безбородко) – Александър Григориевич Кушелев-Безбородко (1800 – 1855 г.).

Освен това, неговият племенник Виктор Павлович Кочубей дължал своето издигане (и назначаване за посланик в Константинопол) именно на ходатайствените усилия на чичо си, и става по-късно председател на Комитета на министрите на Руската империя при Николай I.

## Канцлерът Александър Безбородко в литературата
- В романа „Война и мир“ на граф Лев Толстой прототипът на най-богатия човек в империята – граф Кирил Безухов – е граф и по-късен светлейши княз Александър Безбородко.
- Намек за кариерата на Александър Безбородко се съдържа в един от редовете на стихотворението на Александър Пушкин – „Моето родословие“:[11][12]

„С блини не е търгувал дядо,

ни лъскал царския мундир,

с придворните на пир не сядал,

не пръкнал княз от селендур.

И от австрийска нежна рота

не е побягвал в късен час.

Аристократ ли съм? Напротив.

Еснаф съм, слава богу, аз.“

- В тетралогията на Марк Александрович Алданов – „Мислителят“: покровителят на главния герой е Безбородко.
- Присъства в историческия роман „Фаворитът“ на Валентин Пикул.

## Награди
- Орден „Свети апостол Андрей Първозвани“ (1791 г.) – Руска империя
- Орден „Свети Владимир“ I степен (1782 г.) – Руска империя
- Орден „Свети Александър Невски“ (1784 г.) – Руска империя
- Орден „Св. Анна“ I степен (1797 г.) – Руска империя
- Орден „Свети Йоан Йерусалимски“, Голям командирски кръст (1798 г.) – Руска империя